# Велике Гусине
Велике Гуси́не (рос. Большое Гусиное) — село у складі Петуховського округу Курганської області, Росія.
Населення — 340 осіб (2010, 415 у 2002).
Національний склад станом на 2002 рік:
- росіяни — 90 %